# Dialetti bolognesi montani medi
I dialetti bolognesi montani medi sono parlati sul medio Appennino bolognese nella zona tra la fascia collinare e la montagna alta, dove arrivano nella loro diffusione più meridionale fino a Porretta. Sono una varietà del dialetto bolognese, le cui innovazioni si sono diffuse in questi luoghi in seguito alla dominazione della città di Bologna dall'alto Medioevo fino ai giorni nostri. I dialetti montani medi presentano tratti grammaticali comuni al dialetto bolognese cittadino, ma anche elementi fonetici di transizione con i dialetti bolognesi montani alti parlati nella fascia al confine con la Toscana.

## Geografia
I dialetti bolognesi montani medi sono parlati nella fascia collinare e montana dell'Appennino bolognese. Più precisamente sono diffusi nei seguenti comuni della Città metropolitana di Bologna:
- Camugnano[senza fonte]
- Castel d'Aiano[senza fonte]
- Castel di Casio (eccetto la località Badi)[senza fonte]
- Gaggio Montano
- Grizzana Morandi
- Loiano[senza fonte]
- Marzabotto[senza fonte]
- Monghidoro[senza fonte]
- Monterenzio[senza fonte]
- Monte San Pietro[senza fonte]
- Monzuno[senza fonte]
- San Benedetto Val di Sambro[senza fonte]
- Vergato

E nelle località di:
- Porretta (comune di Alto Reno Terme)
- Savigno (comune di Valsamoggia)
- Casoni di Romagna (comune di Casalfiumanese)[senza fonte]
- Rocca Corneta (Comune di Lizzano in Belvedere)
- Fontana, Lagune, Iano (comune di Sasso Marconi)[senza fonte]

## Peculiarità principali
I dialetti montani medi si caratterizzano per una maggiore conservatività rispetto ai dialetti della pianura, e in particolare rispetto al dialetto bolognese cittadino. D'altra parte, sono più innovativi dei dialetti montani alti.

## Fonetica
Come i dialetti bolognesi rustici settentrionali, mantengono il fonema /ɛ/ nelle posizioni storiche, es. sĕcc, casĕtt /ˈsɛk, kaˈsɛt/ "secco, cassetto", laddove il dialetto bolognese cittadino ha sacc, casàtt /ˈsak, kaˈsat/.
Mantengono inoltre i fonemi /ee, oo/ nelle posizioni storiche, es. mêla, pêra, fiôr, sôl /ˈmeela, ˈpeera, ˈfjoor, ˈsool/ "mela, pera, fiore, sole", laddove il bolognese cittadino ha dittongato: maila, paira, fiåur, såul /ˈmaila, ˈpaira, ˈfjʌur, ˈsʌul/.
Ancora, hanno -énna, -ûna come i dialetti rustici settentrionali: galénna, farénna, lûna, fortûna /ɡaˈlena, faˈrena, ˈluuna, forˈtuuna/ "gallina, farina, luna, fortuna", laddove il bolognese cittadino ha galéṅna, faréṅna, lóṅna, furtóṅna /ɡaˈleŋna, faˈreŋna, ˈloŋna, furˈtoŋna/. Alcuni dialetti montani medi hanno anche lónna, fortónna /ˈlona, forˈtona/, di nuovo in analogia ad alcuni dialetti bolognesi rustici settentrionali.
Una peculiarità fonetica dei dialetti montani medi è la presenza delle vocali intermedie ē, ō da ĕ, ŏ di sillaba aperta latina. Queste due vocali ricordano quelle dei dialetti romagnoli e vengono quindi trascritte fonologicamente allo stesso modo, ossia /eə, oə/: mēl, rōda, scōla /ˈmeəl, ˈroəda, sˈkoəla/ "miele, ruota, scuola"; in questi casi il bolognese cittadino ha in genere /ee, oo/, mêl, rôda, scôla /ˈmeel, ˈrooda, sˈkoola/.
Inoltre, nei dialetti montani medi il fonema /eə/ è anche il risultato di a di sillaba aperta latina: sēl, mēr /ˈseəl, ˈmeər/ "sale, mare", laddove il bol. citt. ha /ɛɛ/, sèl, mèr /ˈsɛɛl, ˈmɛɛr/.
Una peculiarità fonetica dei dialetti montani medi in comune coi dialetti bolognesi montani alti è la presenza delle vocali nasali: mont. medi chę, bẽ, vĩ, padrõ, ũ /ˈkɛ̃, bẽ, vĩ, padrõ, ũ/ "cane, bene, vino, padrone, uno", mont. alti cã, bẽ, vĩ, padrõ, ũ /ˈkã, bẽ, vĩ, padrõ, ũ/, laddove in bolognese cittadino si dice can, bän, vén, padrån, ón /ˈkaŋ, ˈbaŋ, ˈveŋ, paˈdraŋ, ˈoŋ/.

## Morfologia
L'articolo singolare maschile, che in bolognese cittadino è al, in molti dialetti montani medi è e: e pŏzz /e'pɔθ/ "il pozzo", laddove il bol. citt. ha al påzz /al'paθ/.
Molti dialetti montani medi coniugano "lui ha" e "lei ha" diversamente, alcuni anche "lui è" e "lei è".
Infine, in molti dialetti montani medi il plurale maschile è invariato, come in modenese, mentre in bol. citt. è metafonetico. In altri il plurale metafonetico esiste, ma con regole diverse da quelle bolognesi (e più simili a quelle romagnole).

## Esempi di testo a confronto

### Dialetto di Rocca Pitigliana
- E sôl e l'ōra

Ai avî da stē a savê che un dé l'ōra e e sôl i cmenzipiénn a tarabeschē: ũ e vrêva èser pió forzût ed cl ēter, acsé i dezidénn ed fē al brâza. A n bèl momẽt i vdénn un viażadôr a pê ch'l agnîva avęti tótt intabarà int la caparèla. I dû i s méssen a d acōrd che e più potẽt e srê stà quĕll che l avéssa fât in mōd e manêra ed cavē d'indòs la caparèla ae plegréĩ.
L'ōra la cmenzipiŏ a tirē cõ tótta la sŏ fōrza, ma pió la tirēva e pió e viażadôr e se strichēva int la sŏ caparèla; tęt che, ala féĩ, la s dezîṡ de ṡmĕttr ed tirē. E sôl alôra e s alvŏ in piẽ zêl, e dŏpp a pōc e viażadôr, ch'l avêva un chēld eṡagerà, es cavé d'indòs la caparèla. L'ōra la fó acsé ubligà a tōla pērsa e arcgnŏsser che e sôl l êra pió potẽt int èser stà pió birichĩ.

### Dialetto bolognese cittadino
- Al vänt e al såul

Un dé al vänt ed såtta e al såul i tacagnèven, parchè ognón l avèva la pretaiṡa d èser pió fôrt che cl èter. A un zêrt pónt i vdénn un òmen ch'al vgnèva inànz arvujè int una caparèla. Alåura, pr arsôlver la lît, i cunvgnénn ch'al srêv stè cunsidrè pió fôrt quall ed låur ch'al fóss arivè d åura ed fèr in môd che cl òmen al s cavéss la caparèla d indòs.
Al vänt ed såtta al cminzipié a supièr pió fôrt ch'al psèva, mo pió al supièva e pió cl òmen al se strichèva int la caparèla, tant che ala fén al pôver vänt ai tuché ed tôrla pêrsa. Alåura al såul al s mustré in zîl; pôc dåpp l òmen, ch'al stiupèva dal chèld, al s cavé la caparèla. E al fó acsé che al vänt ed såtta al fó custràtt a arcgnósser che al såul l êra pió fôrt che ló.

### Italiano
- Il vento di tramontana e il sole

Si bisticciavano un giorno il vento di tramontana e il sole, l'uno pretendendo d'esser più forte dell'altro, quando videro un viaggiatore, che veniva innanzi avvolto nel mantello. I due litiganti convennero allora che si sarebbe ritenuto più forte chi fosse riuscito a far sì che il viaggiatore si togliesse il mantello di dosso. Il vento di tramontana cominciò a soffiare con violenza; ma più soffiava, più il viaggiatore si stringeva nel mantello; tanto che alla fine il povero vento dovette desistere dal suo proposito. Il sole allora si mostrò nel cielo; e poco dopo il viaggiatore, che sentiva caldo, si tolse il mantello. E la tramontana fu costretta così a riconoscere che il sole era più forte di lei.